# Loi Taylor
La loi Taylor, officiellement connue sous le nom de Public Employees Fair Employment Act correspond à l'article 14 de la New York State Civil Service Law (« Loi sur la fonction publique de l'État de New York »). Elle définit les droits et obligations des syndicats des fonctionnaires de la ville de New York. Elle a été nommée en l'honneur de George W. Taylor qui s'est fait connaître par ses recherches sur le marché du travail.
La loi encadre le droit de grève des fonctionnaires de la ville, tout en mettant en place des outils de résolution des conflits. En cas de litige, elle autorise ainsi la formation d'un State Public Employment Relations Board nommé par le gouverneur pour trancher les litiges, mais limite en contrepartie le droit de grève et les risques de paralysie du réseau de transport en impliquant des peines pouvant aller de simples amendes à des peines de prison.
Elle fut adoptée en 1967, à la suite de la grève de 1966 qui paralysa la ville. Depuis sa mise en place, elle a, selon les experts, permis d'éviter plusieurs mouvements de grève sur les réseaux de la New York City Transit Authority. Les deux mouvements de grève qui ont eu lieu depuis, en 1980 et surtout en 2005 ont quant à eux donné lieu à des amendes. Le président de la Transport Workers Union, Roger Toussaint a même été condamné à une peine de dix jours de prison à la suite de la grève de 2005 mais a été libéré au bout de trois jours pour bonne conduite.